# Menopause
Die Menopause ist der Zeitpunkt der letzten Menstruation und damit das Ende der Fruchtbarkeit (Fortpflanzungsfähigkeit) von Menschen und einigen Tieren. Sie tritt nur bei sehr wenigen Tierarten auf und konnte unter anderem bei weiblichen Schimpansen und fünf Zahnwalarten nachgewiesen werden. Dieser Artikel beschäftigt sich nur mit der Menopause beim Menschen.
Bei diesem wird Menopause definiert als der Zeitpunkt der letzten Menstruation, der mindestens zwölf Monate lang keine ovariell ausgelöste Blutung aus der Gebärmutter mehr nachfolgt. Ursache ist die Umstellung des Hormonhaushalts durch eine nachlassende endokrine Funktion der Eierstöcke (Ovarialinsuffizienz). Dieser Übergang wird medizinisch in drei Phasen beschrieben, die sich an der Menopause orientieren: Prä-, Peri- und Postmenopause (Klimakterium, Wechseljahre, Stufenjahre).
Durchschnittlich tritt die Menopause im Alter von 52 Jahren ein, die Perimenopause mit 47,5 Jahren. Aufgrund der steigenden Lebenserwartung verbringt eine Frau mittlerweile rund ein Drittel ihres Lebens nach der Menopause. In Deutschland leben heute mehr als die Hälfte aller Frauen im Alter von über 47 Jahren, d. h. in Peri- oder Postmenopause.
Da die hormonelle Umstellung oft mit erheblichen Beschwerden einhergeht und langfristig weitreichende Folgen für die Gesundheit hat, kann dies die Lebensqualität erheblich beeinträchtigen. Da sich medizinische Erkenntnisse weiterentwickelt haben, wurden 2020 neue Leitlinien zur Diagnose und Behandlung herausgegeben.

## Begriff
Der Begriff Menopause ist in der ersten Hälfte des 19. Jahrhunderts entstanden. Er bedeutet ursprünglich „Ende der Monatsblutungen“ von altgriechisch μήν mēn, deutsch ‚Monat‘, und παῦσις paūsis, deutsch ‚Ende‘.
Im amerikanischen Sprachraum wird der Begriff menopause auch für die Zeit nach der Menopause verwendet, im deutschen Sprachraum wird diese Zeit Postmenopause genannt.
Eingeführt wurde der Begriff durch den Pariser Arzt Charles Pierre Louis de Gardanne im Jahr 1816 in seiner Schrift Avis aux femmes qui entrent dans l’âge critique zunächst als Ménespausie, den er in der zweiten Fassung 1821 in Ménopause änderte.

## Erklärungsansätze
Der evolutionsbiologische Hintergrund der Menopause ist nicht bekannt, zumal es einen vergleichbaren Entwicklungsabschnitt bei den meisten Tieren nicht gibt. Unter den Säugetieren wurde bislang die Menopause nur beim Menschen sowie bei vier Zahnwalarten nachgewiesen (Schwertwal, Kurzflossen-Grindwal, Beluga und Narwal). Ein schwierig verifizierbarer und daher umstrittener Erklärungsansatz hierfür ist die sogenannte Großmutter-Hypothese. Eine andere Theorie betrachtet die Rolle der Männer. Demnach sollen Männer jüngere Frauen als Geschlechtspartner bevorzugt haben, so dass umgekehrt ältere Frauen vernachlässigt wurden. Da letztere keinen Nutzen aus ihrer Fruchtbarkeit ziehen konnten, soll dies Mutationen begünstigt haben, die zur heutigen Menopause führten.

## Hormonelle Umstellung
Die Übergangsphase der hormonellen Umstellung, die in den Jahren davor und danach stattfindet, wird als Klimakterium (Wechseljahre) bezeichnet. Die natürliche Menopause, die sich oft durch Unregelmäßigkeiten in den menstruellen Perioden ankündigt, tritt bei Frauen gewöhnlich zwischen dem 45. und 60. Lebensjahr ein, durchschnittlich im Alter von 51 Jahren.
Als vorzeitige oder prämature Menopause (Climacterium praecox) wird eine Menopause durch mangelndes Funktionieren der Eierstöcke vor dem 40. Lebensjahr bezeichnet. Als frühe Menopause gilt jede zwischen dem 40. und 50. Lebensjahr. Künstlich herbeigeführt (induziert) werden kann die Menopause durch Entfernen der Eierstöcke, Bestrahlung oder Behandlung mit Antiestrogenen.

## Wechseljahresbeschwerden und Behandlung

### Wechseljahresbeschwerden
Wechseljahresbeschwerden sind häufig und können die Lebensqualität und Leistungsfähigkeit erheblich beeinträchtigen. Dazu zählen:
- Hitzewallungen und Schweißausbrüche (70 %)
- Vaginale Atrophie (70 %)
- Depressive Verstimmungen (60 %)
- Haarausfall (60 %)
- Libidoverlust (60 %)
- Schlafstörungen (50 %)
- Herzrasen, Blutdruckschwankungen (50 %)
- Hauttrockenheit (50 %)
- Muskel- und Gelenkschmerzen (40 %)
- Trockene Schleimhäute (40 %)
- Trockene Augen (40 %)
- Schilddrüsenfunktionsstörungen (25 %)[20][21][22][23]

### Behandlung
Bei ausgeprägten klimakterischen Beschwerden kann eine Hormonersatztherapie zur Linderung von Beschwerden in Frage kommen, die durch die hormonelle Umstellung im Klimakterium als Folge eines zunehmenden Hormonmangels entstehen können, wie Scheidentrockenheit und -entzündungen, Dyspareunie, Osteoporose, Hitzewallungen, Nachtschweiß, Haarausfall und Stimmungsschwankungen. Es existieren Hinweise, dass die für die Therapie verwendeten Präparate das Risiko für das Auftreten von Brustkrebs, Herzinfarkt und Schlaganfall erhöhen.
Mittlerweile wird darauf hingewiesen, dass die Art der Gestagene bzw. die Applikationsart der Östrogene hierauf einen Einfluss hätten. Bei der Anwendung transdermaler Östrogene mit mikronisiertem Progesteron konnte keine Erhöhung der Brustkrebsraten und Thromboseraten beobachtet werden.

### Neues Leitlinienprogramm
2020 wurde von den Gesellschaften für Gynäkologie und Geburtshilfe im deutschsprachigen Raum (DGGG, OEGGG, SGGG) ein neues Leitlinienprogramm zur Diagnose und Behandlung von klimakterischen Beschwerden herausgegeben. Als wirksamste Behandlungsmethode gilt die Hormonersatztherapie.
Eine wirksame Behandlung der Menopause ist heute besonders wichtig, da Frauen durch die steigende Lebenserwartung mittlerweile rund ein Drittel ihres Lebens nach der Menopause verbringen.
Zudem ist ein erheblicher Anteil der Bevölkerung betroffen. Mehr als die Hälfte aller Frauen ist über 47 Jahre alt und leben insofern in der Peri- oder Postmenopause. Das entspricht einem Viertel der Gesamtbevölkerung.